# Julianus van Le Mans

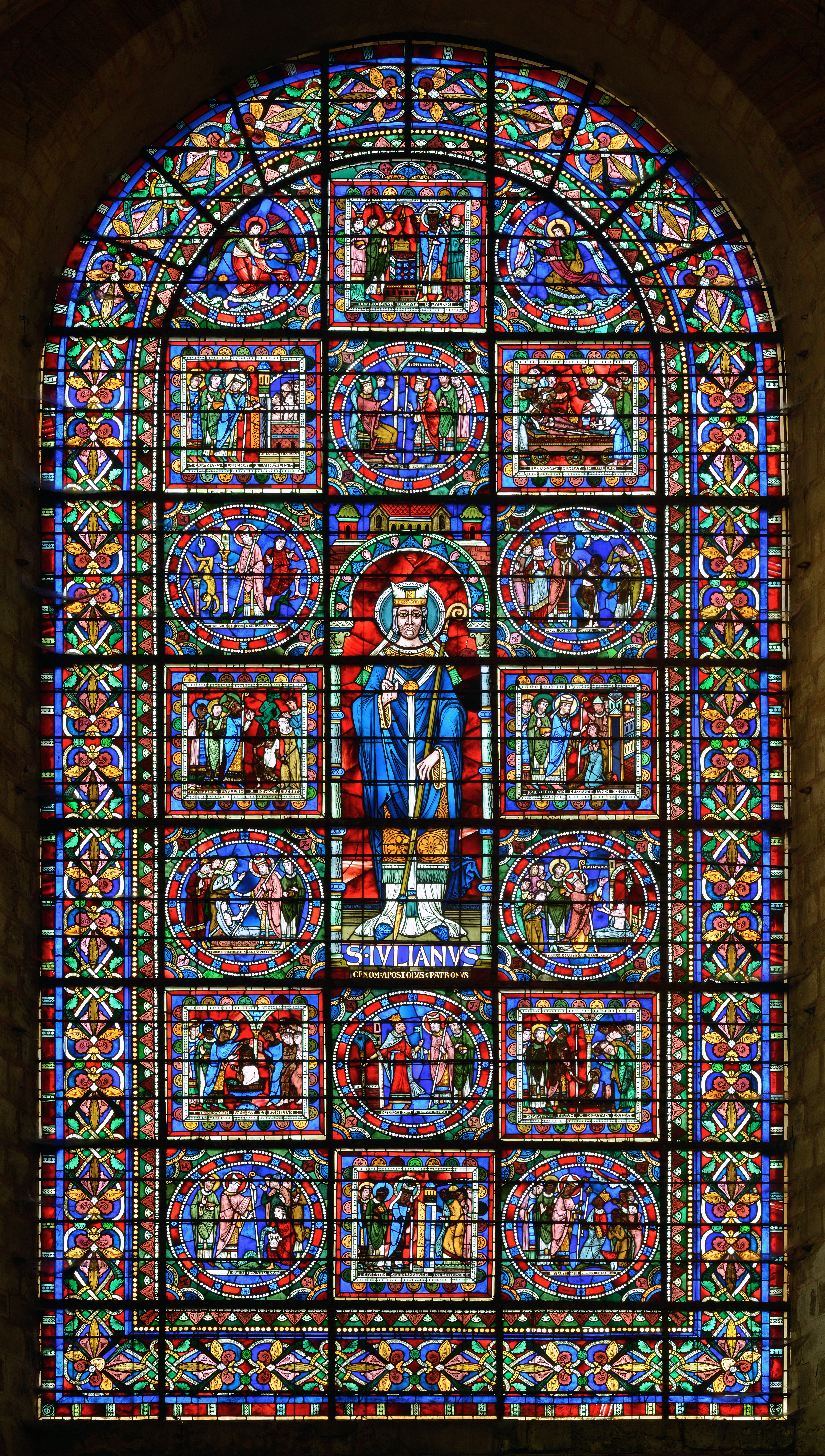
Julianus van Le Mans in een glasraam van de kathedraal naar zijn naam, in Le Mans, Frankrijk.

Julianus van Le Mans was een Gallo-Romein; hij is een heilige van de rooms-katholieke kerk. Hij zou in de 2e eeuw of in de 4e-5e eeuw geleefd hebben.
Over het leven van deze Julianus is weinig bekend. Hij wordt voor het eerst vermeld in kronieken in de Karolingische tijd en in de 12e eeuw, dus eeuwen later. Het verhaal over de 2e eeuw houdt verband met de eerste christenen, waartoe Julianus zou behoord hebben. Het verhaal over de 4e-5e eeuw houdt dan verband met de oprichting van het bisdom Le Mans. Aan Julianus wordt toegeschreven, in de 2e versie, dat hij de 1e bisschop van Le Mans was. In deze versie waren Julianus en zijn gezellen Pavatius en Turibius op prediking in de streek van Le Mans. De streek van de Cenomani, een van de Gallo-Romeinse volkeren, werd op die manier gekerstend. De Latijnse naam van Le Mans was toen Civitas Cenomanum.
De middeleeuwse kathedraal van Le Mans is aan hem gewijd.
- Gemeinsame Normdatei: 141371552
- Virtual International Authority File: 120960682